# Ruben Cotelo
Ruben Enrique Cotelo Segade (Montevideo, 31 de octubre de 1930 - Montevideo, 24 de septiembre de 2006) fue un escritor, periodista, profesor, crítico literario y cinematográfico uruguayo.

## Biografía
Realizó sus estudios primarios, secundarios y terciarios en instituciones públicas. Estudió abogacía en la Facultad de Derecho y Ciencias Sociales, carrera que no culminó. También asistió a la escuela de Bellas Artes. Ya con una amplia trayectoria como crítico cultural, fue becado para estudiar periodismo en la Universidad de Indiana, en Bloomington, Estados Unidos.
Fue militante sindical y estudiantil, actuando siempre desde las bases. Como periodista, se inició en publicaciones gremiales, estudiantiles y juveniles. A comienzos de los años cincuenta, hizo crítica literaria y de cine en el semanario Marcha y luego en El País. En este diario tuvo a su cargo de 1955 a 1966 una página semanal de crítica literaria y se desempeñó como Jefe de Información. Hizo radio y televisión. Trabajó en diarios de la Costa Este y de la Costa Oeste de Estados Unidos, cubriendo información de espectáculos, hechos diversos y crónica judicial. Corresponsal de guerra en Viet Nam, 1967, Ha colaborado en diversas revistas, diarios y semanarios (algunos prestigiosos) de Argentina, Estados Unidos y Europa, donde se reproducían sus notas y ensayos.
Como profesor, ha dictado charlas, conferencias y cursos en instituciones locales y extranjeras, principalmente en Argentina, México y Estados Unidos. Su último curso, junio de 1989, se refirió al Uruguay contemporáneo (política, economía y sociedad) en la Universidad de Belgrano, Buenos Aires. Ha participado, sea desde la secretaría o como expositor, en numerosos seminarios, coloquios y reuniones realizados en América Latina.
Como traductor, ha vertido libros, novelas y otros textos, al español, del inglés, francés y portugués. Como editor, experto y funcionario internacional, tuvo a su cargo, desde 1969, la sección publicaciones de Cinterfor, una agencia de la Organización Internacional del Trabajo (OIT), especializada en la formación profesional. Dirigió la imprenta y un equipo de redactores, traductores y diagramadores; centenares de títulos han estado a su cuidado. Realizó incontables misiones al extranjero, por todo el continente americano y por Europa.
Así se ganó la vida durante la época de la dictadura (1973-1985). Con el retorno a la democracia, volvió al periodismo literario: Vuelta de Buenos Aires, Jaque y Alternativa de Montevideo, Revista Iberoamericana de Literatura de la Universidad de Detroit, etc. Como jurado, actuó en concursos literarios del Ministerio de Educación y Cultura y de la Intendencia de Montevideo, en varias ocasiones.
La vasta obra de Cotelo yace distribuida en una infinidad de periódicos y revistas. Si bien ha publicado estudios sobre Acevedo Díaz y los orígenes de la novela uruguaya, Horacio Quiroga, Juan Carlos Onetti y otros, bajo su nombre solamente figuran dos libros: Narradores uruguayos (Monte Ávila, Caracas, 1969) donde fue responsable de la selección y el rico prólogo, y Carlos Real de Azúa de cerca y de lejos (Ediciones del Nuevo Mundo, Montevideo, 1987), un vasto estudio de la obra y los años de formación de quien fue su colega. Este último recibió Mención de Honor Especial en el Concurso Literario del Municipio, 1988. 
En un curriculum escrito a principios de la década de los noventa, Cotelo decía estar preparando estudios sobre Vivian Trías, sobre Onetti, sobre Justino Zavala Muniz. Allí, sobre sí mismo, agregaba:

"Cuando tenga algún tiempo libre, seleccionará sus ensayos de crítica literaria, dispersos en diarios, semanarios y revistas locales y del extranjero, para que dejen de reprocharle que se ocupa más de la obra ajena que de la propia."
Ruben Cotelo.

## Legado
Ruben Cotelo tuvo cuatro hijos, el periodista Emiliano, Enrique, Elena y Rúben Alberto Cotelo Domínguez. Tras su muerte, su familia donó su biblioteca (compuesta de más de diez mil volúmenes) a la Universidad Católica, mientras que sus notas, borradores y papeles fueron donados al Instituto de Letras de la Facultad de Humanidades y Ciencias de la Educación de la Universidad de la República.

## Obra
- 1969, Narradores uruguayos. Caracas, Monte Ávila (selección y prólogo).
- 1987, Carlos Real de Azúa de cerca y de lejos. Montevideo, Ediciones del Nuevo Mundo, (Mención de Honor Especial, Concurso Literario del Municipio, 1988).

### Obras en colaboración
- 1968, Eduardo Acevedo Díaz. Capítulo Oriental No. 6, Cedal.
- 1970, Felisberto Hernández. Fundación de Cultura Universitaria.
- 1974, En Torno a Juan Carlos Onetti. Fundación de Cultura Universitaria.
- 1996, Historias de la vida privada en el Uruguay. Santillana.
- 1999, Prólogo a La Tierra Purpúrea de William H. Hudson. Banda Oriental.